# Adolphe Jérôme Blanqui

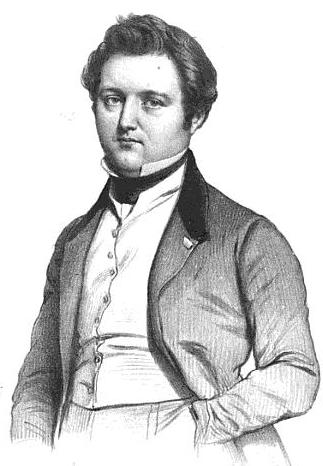
Adolphe Jérôme Blanqui

Adolphe Jérôme Blanqui [aˈdɔlf ʒeˈʀoːm blɑ̃ˈki] (Blanqui l’aîné) (* 21. November 1798 in Nizza; † 28. Januar 1854 in Paris) war ein französischer Nationalökonom.

## Leben
Er war Sohn des Konventsmitglieds Jean Dominique Blanqui und Bruder des Kommunisten Louis-Auguste Blanqui. Blanqui studierte in Paris Philologie und Nationalökonomie. Auf Empfehlung des Nationalökonomen Jean-Baptiste Say, dessen Richtung Blanqui angehörte, wurde er 1825 Professor an der Handelsschule zu Paris (heute ESCP Europe) und 1830 Direktor derselben. 1833 wurde er zum Professor am Conservatoire National des Arts et Métiers, 1838 zum Mitglied der Akademie der Moralischen und Politischen Wissenschaften ernannt. Von derselben wurde er nach Korsika, 1839 nach Algerien entsandt, um die Bedürfnisse dieser Länder zu studieren, deren Zustände er mit Freimütigkeit beleuchtete. Die Ergebnisse seiner auf viele Länder Europas ausgedehnten Reisen verarbeitete Blanqui in mehreren Werken.
Sein Hauptwerk ist die Histoire de l’économie politique en Europe (Paris 1838, 2 Bände, 4. Auflage 1860). Dass Blanqui nicht alle Anschauungen Says teilte, beweist seine Mitarbeiterschaft am Producteur, einer Zeitschrift der Saint-Simonisten, sodann seine Schrift über die Lage der arbeitenden Klassen: Des classes ouvrières en France pendant l’année 1848 (Paris 1849).

## Werke

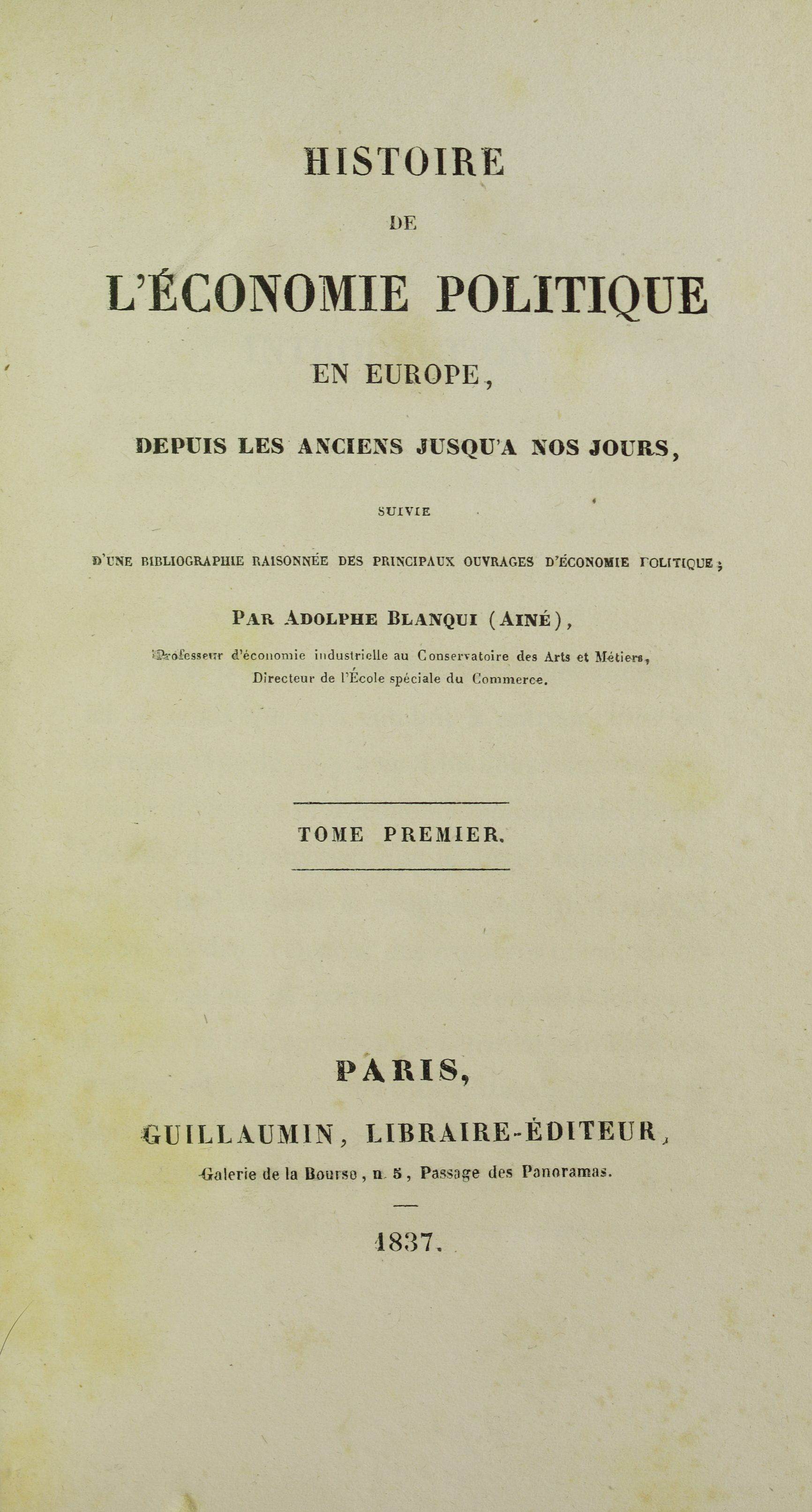
Histoire de l’économie politique en Europe. 1837

- Geschichte der politischen Ökonomie in Europa, von dem Alterthume an bis auf unsere Tage, nebst einer kritischen Bibliographie der Hauptwerke über die politische Oekonomie. Aus dem Französischen übersetzt, mit Anmerkungen versehen, mit einem Auszug aus des Grafen G. Pecchio Geschichte der politischen Oekonomie in Italien vermehrt, und mit einem theils ergänzenden, theils berichtigenden Epilog begleitet von Dr. F. J. Buß. Druck und Verlag von Ch. Th. Groos.
  - Band 1, Karlsruhe 1840 (books.google.de)
  - Band 2, Karlsruhe 1841 (reader.digitale-sammlungen.de)
- Résumé de l’histoire du commerce et de l’industrie. 1826.
- Précis élémentaire d’économie politique. 1826.
- Histoire d’économie politique en Europe. 1838.
  - Band 1 (gallica.bnf.fr PDF).
  - Band 2 (gallica.bnf.fr PDF).
- Voyage en Bulgarie pendant l’année 1841. 1843; urn:nbn:de:bvb:355-ubr05325-3 (Digitalisat aus dem Bestand des Leibniz-Instituts für Ost- und Südosteuropaforschung)
- De la situation économique et morale de l’Espagne. 1846.
- Les classes ouvrières en France. 1846.